# Grand Prix automobile de Belgique 1999
GP précédent GP suivant
Le Grand Prix automobile de Belgique 1999 (1999 Foster's Belgian Grand Prix), disputé sur le circuit de Spa-Francorchamps dans les Ardennes belges le 29 août 1999, est la 642e épreuve de l'histoire du championnat du monde de Formule 1 courue depuis 1950 et la douzième manche du championnat 1999.

## Classement
| Pos. | No | Pilote                | Écurie             | Tours | Temps/Abandon                      | Grille | Points |
| ---- | -- | --------------------- | ------------------ | ----- | ---------------------------------- | ------ | ------ |
| 1    | 2  | David Coulthard       | McLaren-Mercedes   | 44    | 1 h 25 min 43 s 057 (214,606 km/h) | 2      | 10     |
| 2    | 1  | Mika Häkkinen         | McLaren-Mercedes   | 44    | + 10 s 469                         | 1      | 6      |
| 3    | 8  | Heinz-Harald Frentzen | Jordan-Mugen-Honda | 44    | + 33 s 433                         | 3      | 4      |
| 4    | 4  | Eddie Irvine          | Ferrari            | 44    | + 44 s 948                         | 6      | 3      |
| 5    | 6  | Ralf Schumacher       | Williams-Supertec  | 44    | + 48 s 067                         | 5      | 2      |
| 6    | 11 | Damon Hill            | Jordan-Mugen-Honda | 44    | + 54 s 916                         | 4      | 1      |
| 7    | 3  | Mika Salo             | Ferrari            | 44    | + 56 s 249                         | 9      |        |
| 8    | 5  | Alessandro Zanardi    | Williams-Supertec  | 44    | + 1 min 07 s 022                   | 8      |        |
| 9    | 11 | Jean Alesi            | Sauber-Petronas    | 44    | + 1 min 13 s 848                   | 16     |        |
| 10   | 16 | Rubens Barrichello    | Stewart-Ford       | 44    | + 1 min 20 s 742                   | 7      |        |
| 11   | 9  | Giancarlo Fisichella  | Benetton-Playlife  | 44    | + 1 min 32 s 195                   | 13     |        |
| 12   | 19 | Jarno Trulli          | Prost-Peugeot      | 44    | + 1 min 36 s 154                   | 12     |        |
| 13   | 18 | Olivier Panis         | Prost-Peugeot      | 44    | + 1 min 41 s 543                   | 17     |        |
| 14   | 10 | Alexander Wurz        | Benetton-Playlife  | 44    | + 1 min 57 s 745                   | 15     |        |
| 15   | 22 | Jacques Villeneuve    | BAR-Supertec       | 43    | + 1 tour                           | 11     |        |
| 16   | 21 | Marc Gené             | Minardi-Ford       | 43    | + 1 tour                           | 21     |        |
| Abd. | 14 | Pedro de la Rosa      | Arrows             | 35    | Transmission                       | 22     |        |
| Abd. | 20 | Luca Badoer           | Minardi-Ford       | 33    | Suspension                         | 20     |        |
| Abd. | 23 | Ricardo Zonta         | BAR-Supertec       | 33    | Boîte de vitesses                  | 14     |        |
| Abd. | 17 | Johnny Herbert        | Stewart-Ford       | 27    | Freins                             | 10     |        |
| Abd. | 12 | Pedro Diniz           | Sauber-Petronas    | 19    | Suspension                         | 18     |        |
| Abd. | 15 | Toranosuke Takagi     | Arrows             | 0     | Embrayage                          | 19     |        |

## Pole position et record du tour
- Pole position : Mika Häkkinen en 1 min 50 s 329 (vitesse moyenne : 227,364 km/h).
- Meilleur tour en course : Mika Häkkinen en 1 min 53 s 955 au 23e tour (vitesse moyenne : 220,129 km/h).

## Tours en tête
- David Coulthard : 44 (1-44)

## Statistiques
- 6e victoire pour David Coulthard.
- 122e victoire pour McLaren en tant que constructeur.
- 27e victoire pour Mercedes en tant que motoriste.
- Les deux BAR Supertec sont victimes aux essais d'une sortie de route très violente dans le Raidillon de l'Eau Rouge.